# Dlažkovice
Dlažkovice är en ort i Tjeckien.   Den ligger i regionen Ústí nad Labem, i den nordvästra delen av landet, 50 km nordväst om huvudstaden Prag. Dlažkovice ligger 268 meter över havet och antalet invånare är 110.
Terrängen runt Dlažkovice är platt åt sydost, men åt nordväst är den kuperad.Runt Dlažkovice är det ganska tätbefolkat, med 56 invånare per kvadratkilometer. Närmaste större samhälle är Litoměřice, 14,0 km nordost om Dlažkovice. Trakten runt Dlažkovice består till största delen av jordbruksmark.